# Andrena selena
Andrena selena är en biart som beskrevs av Gusenleitner 1994. Andrena selena ingår i släktet sandbin, och familjen grävbin. Inga underarter finns listade i Catalogue of Life.